# 4219 Nakamura
4219 Nakamura (1988 DB) là một tiểu hành tinh vành đai chính được phát hiện ngày 19 tháng 2 năm 1988 bởi Masaru Inoue và Osamu Muramatsu ở Kobuchizawa. Hành tinh này mang tên Giichi Nakamura.